# Tomoplagia tripunctata
Tomoplagia tripunctata är en tvåvingeart som beskrevs av Friedrich Georg Hendel 1914. Tomoplagia tripunctata ingår i släktet Tomoplagia och familjen borrflugor. Inga underarter finns listade i Catalogue of Life.